# Osmoxylon insigne
Osmoxylon insigne är en araliaväxtart som först beskrevs av Friedrich Anton Wilhelm Miquel, och fick sitt nu gällande namn av Odoardo Beccari. Osmoxylon insigne ingår i släktet Osmoxylon och familjen Araliaceae. Inga underarter finns listade.